# マチネー/土曜の午後はキッスで始まる
『マチネー/土曜の午後はキッスで始まる』（マチネー どようのごごはキッスではじまる、Matinee）は、1993年のアメリカ合衆国のコメディ映画。監督はジョー・ダンテ、出演はジョン・グッドマンとキャシー・モリアーティなど。
キューバ危機に揺れる1962年のアメリカ合衆国を舞台に、新作のプレミア上映でやって来たホラー映画監督と、劇場に集う少年少女を描く青春群像劇。タイトルの「マチネー」とは、フランス語で「昼間に行われる演劇・音楽会などの興行」の意（フランス語のスペルではmatinée）。

## ストーリー
1962年10月、フロリダ州キーウェスト。海軍に勤務する父の転勤でこの町に越して来た少年ジーンは、毎週土曜日の午後には映画館に通い、今ではB級ホラー映画の映画作家ウールジーの作品の大ファンであった。次の土曜日の午後には、半分蟻と化した男が主人公のウールジーの新作「MANT!」が公開される予定で、ジーンと弟デニスはそれを楽しみにしていた。
その頃、ソ連がキューバに核兵器を配置しようとしていることが発覚し、アメリカは海上封鎖に出る。キーウェストの市民は不安な日々を送っていた。
そして「MANT!」公開当日の土曜日の午後、ジーンは映画館でサンドラと遭遇するのだが、思わね騒動が起こり、2人は映画館の地下にある核シェルターに閉じこめられてしまう。さらに、上映中のスクリーンが爆音と共に火を吹き、巨大なきのこ雲が現れる。爆音を聞いたジーンとサンドラはついに核戦争が始まったのだと覚悟する。

## キャスト
カッコ内は日本語吹替（吹替版はVHSとBDに収録されているが、DVDには未収録）
- ローレンス・ウールジー: ジョン・グッドマン（石田太郎） - B級ホラー映画の監督。
- ルース: キャシー・モリアーティ（藤生聖子） - ウールジーの恋人の女優。劇中の映画「MANT!」のキャロル役。
- ジーン・ルーミス: サイモン・フェントン（英語版）（佐々木望） - 軍人の息子。ウールジー作品のファン。
- スタン: オムリ・カッツ（英語版）（高木渉） - ジーンの同級生。
- サンドラ: リサ・ジェイカブ（本多知恵子） - 左派の少女。ジーンの同級生。
- シェリー: ケリー・マーティン（岡村明美） - スタンの想い人の少女。
- デニス・ルーミス: ジェシー・リー（大谷育江） - ジーンの弟。
- アン・ルーミス: ルシンダ・ジェニー（英語版）（佐藤しのぶ） - ジーンとデニスの母親。
- ハーヴェイ: ジェームズ・ヴィルマイヤー（小野健一） - シェリーの元カレ。不良で少年院帰り。
- ハワード支配人: ロバート・ピカード（田原アルノ）
- スペクター社長: ジェシー・ホワイト（英語版）（広瀬正志）
- ハーブ・デニング: ディック・ミラー（峰恵研） - ウールジーの仕掛けたサクラ役。
- ボブ: ジョン・セイルズ（稲葉実） - ハーブの相棒。
- ジャック: デヴィッド・クレノン
- ロンダ: ルーシー・バトラー
- スタンの母: ベリンダ・バラスキー（英語版）
- ショッピングカートの女性: ナオミ・ワッツ - 劇中の映画に登場するキャラクター。
- アンクラム将軍: ケヴィン・マッカーシー - 劇中の映画「MANT!」に登場するキャラクター。クレジットなし。
- 歯科医: ウィリアム・シャラート - 劇中の映画「MANT!」に登場するキャラクター。

### その他の日本語吹替
椎橋重、星野充昭、叶木翔子、折笠愛、成田剣、桜井敏治、中原茂、中村雄一、紗ゆり

## 製作
劇中に登場する短編映画『MANT!』も独立した作品としてジョー・ダンテ監督が35mmフィルムで撮影している。

## 作品の評価
Rotten Tomatoesによれば、34件の評論のうち、94%にあたる32件が高く評価しており、平均して10点満点中7.71点を得ている。
ジョー・ダンテ監督自身の趣味色の中にモンスター映画ファンへの愛が溢れている一方で「現実より映画を好む若者」という社会批判的な一面もあるとの指摘がある。